# Iuliopolis
Koordinaten: 40° 6′ N, 31° 39′ O
Iuliopolis, zuvor (330–30 v. Chr.) auch Gordioukome, war ab 30 v. Chr. bis 640 n. Chr. eine antike Stadt in Galatien, heute befindet sich anstelle der Stadt nur noch ein Ruinenfeld bei der Sarılar Köprüsü, 22 Kilometer südwestlich von Beypazarı (Türkei).

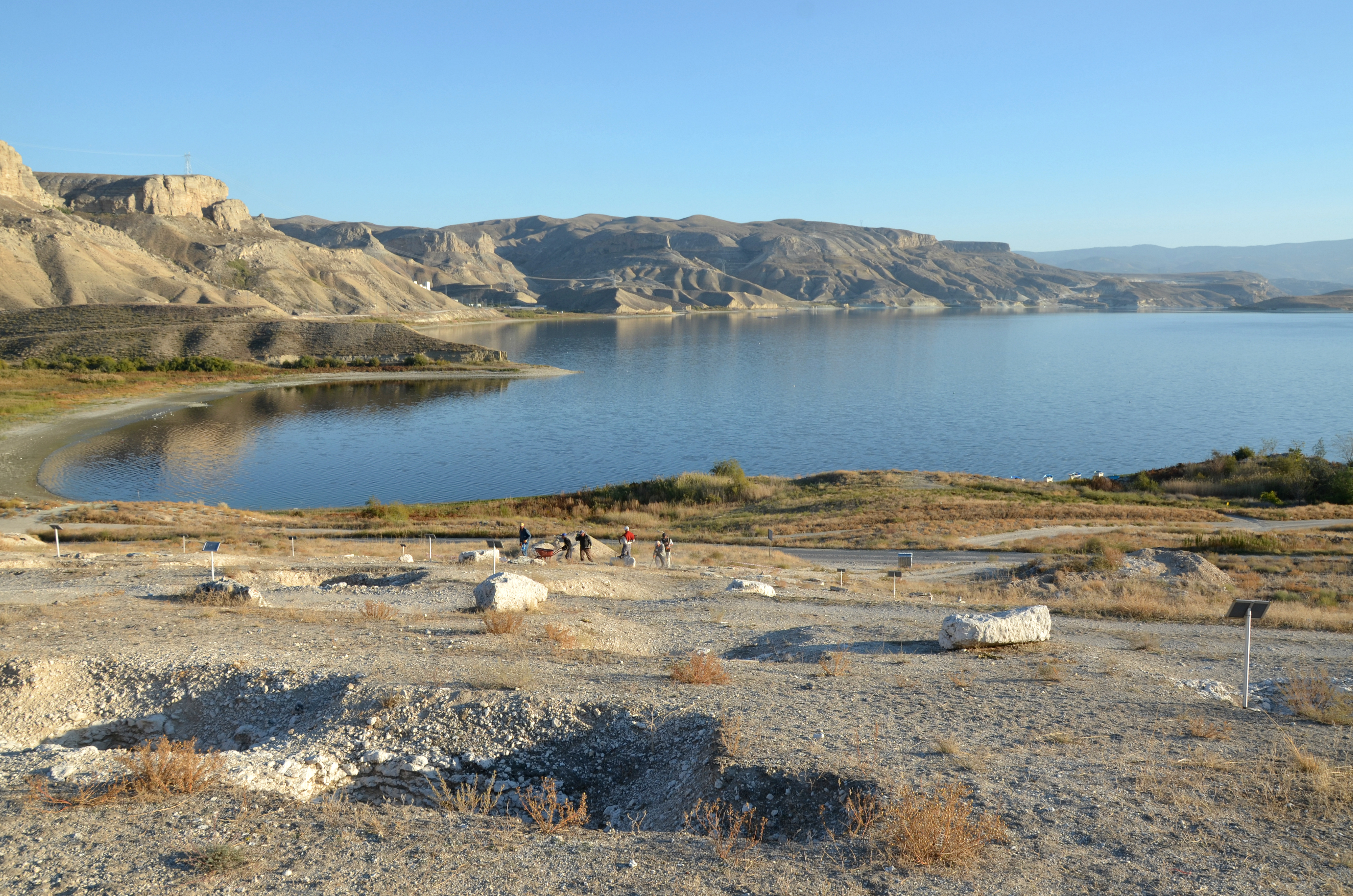
Iuliopolis

Das antike Dorf Gordioukome wurde laut Strabon in augusteischer Zeit in der römischen Provinz Bithynia unter dem Namen Iuliopolis zur Stadt erhoben. Plinius der Ältere berichtet in seinem Geschichtswerk  Naturalis historia, dass der Ort eine civitas in Bithynien war, und zugleich im Grenzgebiet zu Galatien lag.
Es verdankt seine Bedeutung seiner Lage an der wichtigen Verbindungsstraße von Byzantion über Nikaia nach Ankyra und weiter nach Osten.
Seit dem Jahr 314 n. Chr. ist die Stadt als Bischofssitz belegt. Sie gilt heute noch als das Titularbistum Iuliopolis der katholischen Kirche.
Die Lokalisierung ist durch den Fund von Meilensteinen gesichert; sonst sind jedoch nur noch spärliche Reste von Befestigungsanlagen und anderen Gebäuden sichtbar.